# Issam Jemâa
Issam Jemâa, född 28 januari 1984 i Gabès, är en tunisisk fotbollsspelare som sedan januari 2016 spelar i Dubai CSC. Jemâa är Tunisiens bästa målskytt genom tiderna.
Jemâa var med i truppen till VM 2006 som han senare var tvungen att tacka nej till på grund av skada. Han var däremot med och spelade Afrikanska Mästerskapet 2006, 2008, 2010, 2012 samt 2013.